# Bobritzsch-Hilbersdorf
Bobritzsch-Hilbersdorf település Németországban, azon belül Szászország tartományban. Lakosainak száma 5659 fő (2023. december 31.).

## Népesség
A település népességének változása:
| Lakosok száma | 5732 | 5737 | 5650 | 5695 | 5659 |
|               | 2017 | 2019 | 2021 | 2022 | 2023 |